# 박지수 (축구 선수)
박지수(朴志洙, 1994년 6월 13일~)는 대한민국의 축구 선수이며 현재 중국 슈퍼리그의 우한 싼전에서 수비수로 활동하고 있다.

## 구단 경력

### 인천 유나이티드
2012년 인천대건고등학교 졸업 후 이듬해인 2013년 인천 유나이티드에 입단하며 프로에 정식 입문했지만 공식전에서 단 1경기도 출전하지 못한 채 방출당했다.

### FC 의정부
인천 유나이티드에서 방출된 후 이듬해인 2014년 당시 K3리그의 신생팀이었던 FC 의정부로 이적하여 리그 20경기를 소화하며 FC 의정부의 핵심 선수로 활동했다.

### 경남 FC
2015 시즌을 앞두고 K리그2의 경남 FC로 이적하자마자 경남의 주전 자리를 꿰찼고 충주 험멜과의 2015년 K리그2 20라운드에서는 리그 데뷔골을 신고했다.
그리고 2016 시즌 중반에 입은 경미한 부상으로 결장한 4경기를 제외한 모든 경기에 출전하였고 특히 고양 자이크로와의 2016년 K리그2 40라운드에서 자신의 리그 통산 2번째 득점을 기록하는 등 경남의 주전 수비수 역할을 잘 수행했으며 2017 시즌에서도 공식전 36경기를 소화하며 경남의 창단 첫 리그 우승 및 4년만의 K리그1 승격에 기여한 공로를 인정받아 2017년 K리그2 베스트 11에 선정되었다.
또한 2018 시즌에서도 공식전 33경기에 출전하며 리그 준우승이라는 경남 구단 역사상 K리그1 최고 성적과 함께 경남의 창단 첫 AFC 챔피언스리그 진출에 기여한 뒤 네 시즌 동안 몸 담았던 경남을 떠났다.

### 광저우 FC
2019년 1월 20일 경남을 떠나 중국 슈퍼리그의 강호 광저우 FC에 둥지를 틀어 2020 시즌까지 공식전 56경기를 소화하면서 중국 슈퍼리그 2019 우승, 2019년 AFC 챔피언스리그 4강 진출, 중국 슈퍼리그 2020 준우승 등에 기여했으며, 2019년 AFC 챔피언스리그 올스타와 옵타 스포츠 선정 베스트 11에 선정되었다.

### 수원 FC
2021 시즌을 앞두고 군 입대를 위해 수원 FC로 임대 이적한 뒤친정팀인 인천 유나이티드와의 2021년 K리그1 17라운드까지 공식전 15경기를 소화했고 인천과의 17라운드 경기를 끝으로 수원 FC를 떠났다.

### 김천 상무
김천 상무에 합격한 이후 2022 시즌까지 공식전 40경기를 소화하며 2021년 K리그2 우승 및 2022년 K리그1 승격을 이끌었으나 군 복무 중 재정난을 겪고 있던 원 소속팀 광저우 FC로부터 계약 해지 통보를 받으면서 자유 계약 선수로 풀려났다.

### 포르티모넨스
2022 시즌을 마치고 2022년 12월 20일 상무에서 제대한 이후 1개월이 지난 2023년 1월 25일 포르투갈 프리메이라리가의 포르티모넨스 SC로의 이적 소식이 스포츠조선의 단독 보도에 의해 알려졌고 이날 계약 체결을 통해 포항 스틸러스에서 임대 이적한 후배 김용학과 함께 한솥밥을 먹게 되면서 포르투갈 리그에 진출한 9번째 한국 선수가 되었다.

### 우한 싼전
2023년 7월 15일 중국 슈퍼리그의 우한 싼전과 계약을 맺고 이적하면서 중국 무대로 복귀하였다.

## 국가대표팀 경력

### 대한민국 U-23

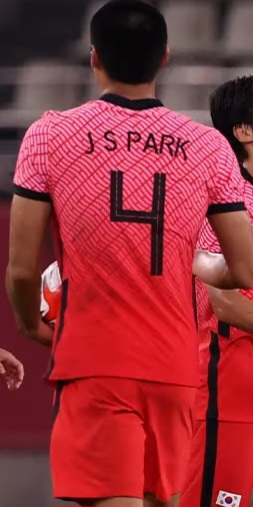
올림픽 당시 모습

대한민국 U-23 대표팀의 와일드카드 자격으로 2020년 하계 올림픽 본선에 참가하여 팀의 3회 연속이자 통산 5번째 올림픽 8강 진출을 이끌었지만 팀은 8강에서 멕시코에 3-6으로 패했다.

### 대한민국 A대표팀
2018년 10월 1일, 우루과이와 파나마와의 친선 경기 홈 2연전을 앞두고 파울루 벤투 감독의 부름을 받았으나 경기에는 출전하지 못했고 같은 해 11월 호주 브리즈번에서 열린 우즈베키스탄과의 친선 경기에서 후반 37분 교체 선수로 투입되며 국제 A매치 데뷔전을 치렀다.
이후 2019년 EAFF E-1 풋볼 챔피언십 출전 명단에 이름을 올리며 팀의 동아시안컵 3연패 및 역사상 첫 동아시안컵 홈팀 우승의 기쁨을 맛보았지만 3경기에서 단 1분도 뛰지 못했고 2022년 EAFF E-1 풋볼 챔피언십 출전 명단에도 이름을 올린 뒤 최약체 홍콩과의 1차전에 선발로 투입되었으나 이 대회 기간 동안 조유민에 밀리는 모습을 보였다.
그리고 2022년 FIFA 월드컵 최종 26인 명단 발표를 하루 앞둔 2022년 11월 11일 아이슬란드와의 월드컵 출정식 겸 평가전에서 뼈아픈 발목 부상을 당하면서 생애 첫 월드컵 본선 출전이 무산되고 말았다.

## 수상

### 구단
경남 FC
- K리그1 : 준우승 (2018)
- K리그2 : 우승 (2017)

 광저우 FC
- 중국 슈퍼리그 : 우승 (2019), 준우승 (2020)
- AFC 챔피언스리그 : 4강 (2019)

김천 상무
- K리그2 : 우승 (2021)

### 국가대표팀
대한민국
- EAFF E-1 풋볼 챔피언십 : 우승 (2019), 준우승 (2022)

### 개인
- K리그2 베스트 11 : 2017
- AFC 챔피언스리그 올스타 : 2019
- 옵타 선정 AFC 챔피언스리그 베스트 11 : 2019